# Hideo Azuma
Hideo Azuma (吾妻 ひでお Azuma Hideo?,  Urahoro, Hokkaidō, Japón, 6 de febrero de 1950-Tokio, Japón, 13 de octubre de 2019) fue un mangaka japonés, reconocido por su obra Nanako SOS. Ha sido llamado como el padre del lolicon. En 2005 publicó un manga autobiográfico titulado Disappearance Diary que ganó varios premios, incluyendo el Premio Tezuka. 
Su nombre también ha sido romanizado como Hideo Aduma.

## Biografía
Azuma empezó en el mundo del manga en secundaria, en la revista COM de su ciudad natal. Junto a otros artistas como Monkey Punch, Fumio Okada, En 1968, después de graduarse de la escuela secundaria, se mudó a Tokio y encontró trabajo en Toppan Printing. Lo Dejó después de tres meses para trabajar como asistente de Rentarō Itai, donde realizó trabajos sin acreditar para la Weekly Shōnen Sunday en series como Mini Mini Manga, Azuma hizo su debut profesional en 1969 en la revista Manga Ō con su trabajo Ringside Crazy. Al año siguiente dejó de trabajar como asistente y de hacer su propio trabajo. Gradualmente expandió su trabajo para incluir tanto shōjo como seinen, Sus primeros trabajos tendían a tener gags, a pesar de que comenzó a incluir ciencia ficción influenciado por las películas de Hollywood, Durante este período experimentó con un estilo de manga tipo panel, de tamaño mini, a lo contrario de cuatro paneles.
En 1972, Azuma aumentó su popularidad debido al humor subido de tono en su serie de forma semanal por la Weekly Shōnen Champion llamado Futari a 5-nin. Ese mismo año Azuma se casó con su asistente, con quien tuvo una hija en 1980 y un hijo en 1983. Su esposa fue acreditada como "Asistente A" en sus trabajos, y sus hijos fueron acreditados respectivamente como "Asistente B" y "Asistente C".

### Auge y caída
En 1975, Azuma comenzó la serialización del manga Yakekuso Tenshi en la revista quincenal Play Comic. También comenzó la publicación con temas referentes a la ciencia ficción en diferentes revistas como Kiso Tengai y Peke. Azuma, junto con Jun Ishikawa , es considerado parte del movimiento del manga en la década de 1970. Debido a uno de sus trabajos como Fujōri Nikki, publicado en 1978, por la revista Kisōu Tengaisha. Azuma ganó un gran número de fanes entre los seguidores de la ciencia ficción. Fujōri Nikki recibió el Premio Seiun en 1979, como mejor cómic del año. A partir de ese momento, comenzó a publicar en revistas como Shōjo Alice, convirtiéndose en una herramienta más, en el negocio del manga lolicon erótico, y demasiado involucrado en la cultura otaku.
En 1980, Azuma publicó el manga Nanako SOS, en la revista Popcorn y Just Comic, ambas publicadas por la editorial Kōbunsha, entre abril de 1980 hasta julio de 1986. La serie se adaptó al formato anime en 1983, con 39 episodios. Azuma creó historias adicionales de la misma serie que se publicaron en Azuma Magazine en 2001, finalizado en 2004. El manga fue popular fuera de Japón, en Europa y Estados Unidos.
A fines de la década de los 80 y 90, debido al estrés de su exigente agenda durante veinte años como mangaka, Azuma inició un declive personal que le llevó a desaparecer dos veces durante meses incluso más de un año, intentó suicidarse, obtuvo un empleo como técnico de gas natural, mientras vagabundeaba por segunda vez.[cita requerida] En 1995 el alcoholismo lo llevó a su punto más extremo desde alucinaciones visuales y auditivas, que en diciembre, en las vísperas de Navidad, su familia lo ingresó en el hospital, para recibir tratamiento de rehabilitación.[cita requerida]
Recuperado en 2005 Azuma publicó un diario de su experiencia como vagabundo y alcohólico en formato manga llamado Disappearance Diary, en español como Diario de una desaparición publicado por la editorial East press. Además de ser publicado en Japón, ha sido distribuido y traducido en inglés, francés, español, alemán, italiano y en polaco. El manga ha ganado varios premios, incluyendo el Premio Tezuka.

## Muerte
El 13 de octubre de 2019 Hideo Azuma falleció a los 69 años de edad, a causa de un cáncer de esófago que sufría hace algún tiempo. Pasó a ser uno de los principales contribuyentes del concepto y estética del género moe y lolicon en sus obras.

## Obras

### Mangas
- Futari to 5-nin (1974-1976)
- Shikkomōrō Hakase (1976)
- Oshaberi Love (1976-1977)
- Olympus no Pollon (1977)
- Eight Beat (1977)
- Kimagure Gokū (1977)
- Midare Moko (1977)
- Chibi Mama-chan (1977-1978)
- Chokkin (1977-1978)
- Yakekuso Tenshi (1977-1980)
- Nemuta-kun (1978)
- Sexy Ai (1978)
- Fujōri Nikki (1979)
- Kyūketsuki-chan (1979)
- Parallel Kyōshitsu (1979)
- Animal Company (1980)
- Azuma Hideo Sakuhinshū 1: Methyl Metaphysic (1980)
- Azuma Hideo Sakuhinshū 2: Gansaku Hideo Hakkenden (1980)
- Azuma Hideo Sakuhinshū 3: Kakutō Family (1980)
- Azuma Hideo Sakuhinshū 4: The Iroppuru (1980)
- Mimi (1980, Sun Comics, Asahi Sonorama)
- Ningen Shikkaku (1980)
- Tobe Tobe Donkey (1980)
- Yadorigi-kun (1980)
- Brat Bunny (1980-1982)
- Hizashi (1981)
- Mahō Tsukai Chappy (1981)
- Mia-chan Kannō Shashinshū (1981, Jihi Shuppan)
- Paper Night (1981)
- Suki! Suki!! Majo Sensei (1981)
- Yōsei no Mori (1981)
- Scrap Gakuen (1981-1983)
- Butsu Butsu Bōkenki (1982)
- Chocolate Derringer (1982)
- Hyper Doll (1982)
- Jinginaki Kuroi Taiyō Lolicon-hen (Lolicon Daizenshū) (1982)
- Magical Land no Ōjo-tachi (1982)
- Umi kara Kita Kikai (1982)
- Yakekuso Mokushiroku (1982)
- Mia-chan Love World (1983)
- Ochamegami Monogatari: Koro Koro Pollon (1983)
- Nanako SOS (1983-1986)
- Majunia Eve (1984)
- Hideo Collection 1: Hideo Dōwashū (1984)
- Hideo Collection 2: Jūgatsu no Sora (1984)
- Minity-Yamū (1984)
- Hideo Collection 3: Sumire Kōnen (1985)
- Hideo Collection 4: Tenkai no Utage (1985)
- Hideo Collection 5: Daibōkenko (1985)
- Hideo Collection 6: Taiyō wa Mata Noboru (1985)
- Hideo Collection 7: Tokimeki Alice (1985)
- Hideo Land 1: Amazing Marie (1985)
- Maku no Machi Death Match!! (1985)
- Pulp-chan no Daibōken (1985)
- Oh! Azuma (1995)
- Ginga Hōrō (1995-1997)
- Azumania vol. 1-3 (199)
- Crush Okusan (1998-2002)
- Azuma Hideo no Fujiyūjō (1999)
- Futsukayoi Dandy (1999)
- Alien Eri (2000)
- Sanchoku Azuma Magazine 1 (2001)
- Disappearance Diary (Shissō Nikki) (2005)
- Benriya Mimi-chan (2006)
- Tokimeki Alice Teihon (2006)
- Utsu Utsu Gideo Nikki (2006),
- Yoru no Tobari no Naka de Azuma Hideo Sakuhinjō (2006)
- Neo Azumania vol. 1-3 (2006-2007)
- Tōbō Nikki (2007)
- The Ward of Alcoholics (Shissō Nikki 2) (2013).

### Libros
- Nanako My Love: Azuma Hideo Illust Book (1983)
- Yo no Sakana: Ohta Comics Geijutsu Manga Sōsho (1992)

### Premios
- 2005: Grand Prize, Manga Division, 9th Japan Media Arts Awards por Shissō Nikki[10]
- 2006: Grand Prize, Tezuka Osamu Cultural Prize por Shissō Nikki[11]
- 2008: Selection, Angoulême International Comics Festival por Shissō Nikki[12]